# Pierre Seel
Pierre Seel (Haguenau, 16 de Agosto de 1923 - Toulouse, 25 de Novembro de 2005) foi a única vitima francesa que relatou abertamente a sua experiência de deportação por homossexualidade durante a Segunda Guerra Mundial.

## Biografia
Pierre, nascido na residência de Fillate, em Haguenau, era o quinto e último filho de uma família católica abastada da Alsácia. Aos onze anos descobriu que a sua irmã mais nova, Josephine (tratada por Fifine), era de facto sua prima, adotada pelos pais de Pierre quando ficara órfã de mãe. O pai de Pierre era responsável por uma pastelaria-padaria muito famosa, no número 46 da rue du Sauvage, a artéria principal do centro de Mulhouse. Sua mãe, Emma Jeanne, que tinha chefiado uma grande loja, integrou-se no negócio familiar quando se casou. No final da sua adolescência, Pierre Seel já se identificava com as subculturas gay e zazou de Mulhouse. Acreditava que a sua homossexualidade era causada pela repressiva moral católica da família, que o proibia de mostrar interesse pelas raparigas da sua idade quando era mais novo. Teve muita dificuldade em aceitar a sua homossexualidade e descreveu-se a si mesmo como irascível.
Em 1939, aos 16 anos de idade, no jardim público Steinbach, conhecido lugar de engate de homens, roubaram-lhe o relógio, que lhe fora presenteado por sua tia e madrinha (irmã de sua mãe) para a sua primeira comunhão. Ao denunciar o roubo à polícia, sem se aperceber, o seu nome foi acrescentado à "lista rosa", uma relação de homossexuais que a polícia elaborava (a homossexualidade não era ilegal em França desde 1792 e só foi recriminalizada pelo Regime de Vichy em 1942).
A invasão alemã desfez as esperanças de Seel de estudar o fabrico de tecidos em Lille. Completou a sua formação em contabilidade, decoração e vendas, e procurou trabalho como vendedor numa loja da vizinhança.

### Em Schirmeck-Vorbrück
Pierre Seel foi preso no dia 3 de maio de 1941. Torturado e violado com uma vara de madeira partida, foi de seguida enviado para a prisão da cidade e, no dia 13 de maio de 1941, transferido para o campo de Schirmeck-Vorbrück, 30 km a oeste de Estrasburgo. A sua farda de recluso exibia uma barra azul, identificadora dos presos católicos e não-sociais, em vez do conhecido triângulo rosa, que não se utilizava em Schirmeck.
No seu livro comenta:
"Não havia solidariedade para com os prisioneiros homossexuais; pertenciam à casta mais baixa. Outros prisioneiros, mesmo entre eles, costumavam agredi-los."
(...) "Mas tardo em evocar a prova que para mim foi a mais dura, apesar de ter ocorrido nas primeiras semanas do meu encarceramento. Mais do que qualquer outra, contribuiu para fazer de mim uma sombra obediente e silenciosa entre as demais.
Um dia, os altifalantes convocaram-nos para a Appellplatz. Sob os berros e o ladrar dos cães, apresentámo-nos de imediato. Dispuseram-nos em sentido, formando um quadrado, rodeados pelos SS como na chamada da manhã. O comandante do campo estava presente, com o seu estado-maior. Pensava eu que ele iria uma vez mais impingir-nos a sua cega fé no Reich, acompanhada de uma série de diretrizes, insultos e ameaças, à imagem das célebres vociferações do grande mestre, Adolfo Hitler. Na verdade, tratava-se de uma prova infinitamente mais penosa, uma condenação à morte. Para o centro do quadrado que nós formávamos, trouxeram um homem jovem, ladeado por dois SS. Horrorizado, reconheci o Jo, o meu doce amigo de dezoito anos.
Eu não dera pela sua presença no campo. Teria chegado antes ou depois de mim? Não nos tínhamos visto nos poucos dias anteriores à minha convocação pela Gestapo. Senti-me gelar de terror. Tinha rezado para que ele escapasse às rusgas, às listas, às humilhações. E ali estava ele, sob o meu olhar impotente embaciado pelas lágrimas. Ao contrário de mim, o Jo não tinha transportado correio perigoso, arrancado cartazes ou assinado declarações. No entanto, fora preso, e ia morrer. As listas estavam, pois, bem completas. O que se teria passado? O que lhe reprovavam aqueles monstros? Na minha dor, esqueci-me completamente do teor da ata de execução.
Em seguida, os alti-falantes começaram a difundir uma ruidosa música clássica, enquanto os SS o desnudavam. Depois, enfiaram-lhe violentamente na cabeça um balde de latão. Lançaram contra ele os ferozes cães pastores alemães, que o atacaram primeiro no baixo ventre e nas coxas, antes de o devorarem perante os nossos olhos. Os seus gritos de dor eram ampliados e distorcidos pelo balde. Rígido e titubeante, com os olhos esbugalhados por um horror sem nome e as lágrimas a correrem-me pelas faces, orei ardentemente para que ele não tardasse a perder a consciência.
Desde então, ainda me acontece frequentemente acordar a meio da noite aos gritos. Decorridos mais de cinquenta anos, aquela cena passa-me incessantemente pela vista. Jamais esquecerei o bárbaro assassinato do meu amor, sob os meus olhos, sob os nossos olhos — porque fomos centenas a testemunhá-lo."
No dia 6 de Novembro de 1941, depois de meses de fome, maus tratos e trabalhos forçados, Pierre Seel foi libertado sem explicações e declarado cidadão alemão. Karl Buck, o comandante do campo (que viria a morrer tranquila e impunemente na sua residência perto de Estugarda, muitos anos mais tarde), fê-lo jurar que manteria em segredo as suas experiências dessa época. Ficou obrigado a apresentar-se diariamente nos escritórios da Gestapo.

### O resto da Guerra
Entre 21 de março e 26 de setembro de 1942, Pierre Seel foi forçado a juntar-se ao Reichsarbeitsdienst. Seguiu primeiro para Viena, como ajudante de campo de um oficial alemão. Depois, foi colocado no aeroporto militar de Gütersloh, perto da fronteira entre a Alemanha e os Países Baixos.
A 15 de outubro de 1942, foi incorporado na Wehrmacht e converteu-se num dos «malgré-nous», jovens da Alsácia e da Lorena (regiões francesas que os nazis consideravam historicamente pertencentes à Alemanha) que foram recrutados contra a sua própria vontade pelo exército alemão e tiveram de lutar ao lado dos seus inimigos contra as pessoas que apoiavam. Durante os três anos seguintes, deambulou pela Europa, sem grandes memórias de acontecimentos, lugares ou datas. Na Jugoslávia, em luta contra a Resistência local, Pierre Seel e os seus camaradas incendiaram aldeias isoladas, onde viviam apenas mulheres e crianças. Numa refrega, um membro da Resistência partiu-lhe a mandíbula, arrancando-lhe um dente. Ferido, foi enviado para uma posição administrativa em Berlim.
Na primavera de 1943, para seu desconcerto, Seel foi enviado para a Pomerânia, para um Lebensborn, um de entre uma dúzia de lugares do Reich que Heinrich Himmler criara, com vista à procriação da nova raça ariana pura. Homens e mulheres jovens e saudáveis eram encorajados a procriar e a ofertar os seus filhos ao Reich. Seel permaneceu aí poucos dias.
No verão de 1943, ofereceu-se como voluntário para o Reichsbank e passou a ser caixa de banco nos comboios de soldados em gozo de licença entre Belgrado e Salonica. O ataque de 20 de julho de 1944 contra Hitler, com as consequentes medidas de segurança e reforço de autoridade, pôs termo a estas viagens e Seel acabou a ajudar a população civil nos abrigos de Berlim durante um ataque dos Aliados que durou quarenta dias e quarenta noites.
Com a situação a agravar-se para o Reich, Seel foi enviado para Smolensk, na frente russa. Por ter deixado escapar-se o cavalo do oficial que servia, foi enviado para uma posição perigosa, acompanhado apenas de um outro alsaciano. O inimigo disparou e o seu camarada teve morte instantânea. Pierre passou três dias na trincheira, quase enlouquecendo, julgando que o tinham esquecido.
Perante a iminente derrota alemã, o seu comandante propôs-lhe desertar com ele. Pouco depois esse oficial foi morto e Seel ficou só. Decidiu render-se às tropas soviéticas e marchou com elas para oeste. Algures na Polónia, foi preso e condenado ao fuzilamento, juntamente com um grupo de habitantes de uma povoação próxima, como represália pelo assassinato de um oficial soviético. Salvou-se dando um passo em frente e entoando A Internacional, já defronte do pelotão, o que, estranhamente, levou os soldados a desistirem de o fuzilar.
Ainda na Polónia, Seel separou-se das tropas soviéticas e juntou-se a um grupo de sobreviventes de um campo de concentração que iriam ser repatriados para França. A Cruz Vermelha assumiu a responsabilidade do repatriamento e organizou um comboio. Este, no entanto, não seguiu para ocidente, mas para Odessa e o Mar Negro, a sul, em condições sanitárias terríveis. A 8 de maio de 1945, dia do Armistício, Seel estava ainda na Polónia. Em Odessa, foi nomeado responsável do campo de refugiados. Contraiu malária. Foi aconselhado a mudar de nome para Celle (dada a conotação germânica do apelido «Seel») e a ocultar que era alsaciano, dizendo antes que era da região de Belfort.
Ao cabo de uma longa espera por barco em Odessa, «Pierre Celle» chegou a Paris no dia 7 de agosto de 1945, depois de uma viagem de comboio através de meia Europa, via Roménia, Alemanha, Holanda e Bélgica. Foi, uma vez mais, requisitado para trabalho administrativo, agora para a revisão das extensas listas de refugiados a repatriar.
Ao retornar finalmente a Mulhouse, Pierre Seel compreendeu que teria de mentir sobre a sua verdadeira história, como todos os outros; mentir sobre as verdadeiras razões da sua deportação: «Começava já a censurar as minhas próprias memórias. Compreendia que, a despeito das minhas expetativas, a despeito de tudo o que imaginara, da emoção do regresso tão desejado, a verdadeira Libertação era para os outros.».

### Pós-guerra
Terminada a Guerra, o governo de Charles de Gaulle alterou o código penal francês, eliminando principalmente as leis antissemitas. Apesar disso, o artigo contra a homossexualidade manteve-se, tendo mesmo sido reforçado em 1962. Somente a partir de 1981 a homossexualidade deixaria de ser crime em França.
Os homossexuais vítimas da perseguição nazi que regressavam viam-se assim impossibilitados de contar a sua história, por receio de uma maior estigmatização e de possíveis denúncias. No seu livro, Seel relata também o incremento dos ataques homofóbicos em Mulhouse, depois da Guerra. Na sua própria família, deparou-se com atitudes negativas em relação à sua orientação sexual. Os familiares mais próximos evitavam o tema, outros humilhavam-no. O padrinho deserdou-o.
Depois de se empregar como encarregado de armazém num armazém de tecidos, Seel fundou uma associação para ajudar as famílias pobres locais, a quem levava roupa e comida. Passou a cuidar também da mãe, já idosa e doente, a única pessoa com quem tinha intimidade suficiente para relatar as suas horríveis experiências. Durante quatro anos, a que Seel chamou "os anos da vergonha", levou uma vida de dolorosa tristeza, em que decidiu renunciar à homossexualidade. Seguindo os passos dos seus pais, utilizou uma agência de casamentos e, no dia 21 de agosto de 1950, casou-se civilmente com a filha de um dissidente republicano espanhol. A cerimónia religiosa realizou-se a 30 de setembro do mesmo ano, em Saint-Ouen. Decidiu não contar nada à esposa sobre a sua homossexualidade.
O seu primeiro filho nasceu morto, mas tiveram mais dois (nascidos, respetivamente, em 1952 e 1954), bem como uma filha (nascida em 1957). Em 1952, para o nascimento do segundo filho, mudaram-se para Vallée de Chevreuse, perto de Paris, onde Seel abriu uma loja de tecidos que não teve sucesso. Teve, por isso, de procurar trabalho numa grande empresa têxtil parisiense. A família frequentava a comunidade católica local. Seel tinha dificuldade na relação com os filhos. Sentia-se distante da filha e não sabia como expressar amor paternal pelos dois rapazes sem ser mal interpretado.
A década de 1960 foi de pouca estabilidade para a família, com mudanças para Blois, Orléans, Compiègne, Rouen e novamente Compiègne, acompanhando os empregos de Seel, o que aumentava as tensões entre o casal.
Em 1968, viu-se envolvido nos conflitos estudantis, ficando bloqueado durante quatro dias na Universidade da Sorbonne quando foi enviado como observador pela associação local de pais. Mais tarde, foi detido em Toulouse sob suspeita de incitar os protestos dos jovens, quando fora visitar o apartamento que lhes tinham concedido graças ao novo trabalho da mulher na administração. A família assentou finalmente em Toulouse.
Os dez anos seguintes foram de lenta destruição para Seel. Sentia inadequação como pai e como marido, vergonha pelo seu segredo e confusão acerca da sua sexualidade e lentamente foi-se distanciando da esposa. Separaram-se em 1978, quando Seel, deprimido, já tomava tranquilizantes. Sentindo-se no limiar da loucura, consciente de que a sua tentativa de viver uma vida «normal» tinha sido frustrada e inútil, começou a beber e ponderou a possibilidade de se converter num vagabundo sem-abrigo, tendo por três vezes experimentado dormir na rua. Começou a frequentar um grupo de auto-ajuda quando os seus filhos o ameaçaram de nunca mais o quererem ver se não deixasse de beber.
Em 1979, estando empregado numa seguradora e quando ainda tentava reconciliar-se com a esposa, participou, numa livraria local, no debate sobre o lançamento em francês do livro de Hans Heger The Men with the Pink Triangles (Os homens dos triângulos cor-de-rosa, que inspirou Martin Sherman a escrever a peça de teatro Bent). Depois do debate, Seel foi rodeado pelos oradores, que aproveitaram a oportunidade (já considerada impossível) de falar com um sobrevivente francês. A reunião realizada no dia seguinte marcou o renascimento de Seel. Juntou-se ao grupo gay cristão David et Jonathan, onde pôde finalmente contar a sua história e encontrar-se com outras pessoas como ele.
A 9 de abril de 1989, regressou pela primeira vez aos campos de Schirmeck e Natzweiler-Struthof.
Passou aproximadamente 12 anos da sua vida com o seu companheiro Eric Feliu, com quem se dedicava à criação de cães em Toulouse, conseguindo assim superar o pavor a cães de que sofria desde a morte de Jo.
Morreu vítima de cancro em 25 de novembro de 2005 e está enterrado em Bram, no departamento francês de Aude.

## Denúncia
O seu testemunho foi recolhido por Jean-Pierre Joecker (fundador e diretor da revista gay Masques) e publicado anonimamente na edição especial dedicada à obra Bent, em 1981.
Em abril de 1982, na sequência de declarações homófobas do bispo de Estrasburgo, Léon Elchinger, Seel decidiu falar publicamente e, depois de uma pausa para refletir, escreveu uma indignada carta aberta ao bispo em 18 de novembro. Simultaneamente, fez circular o texto pela sua família. A carta foi publicada no número 47 de Gay Pied hebdo, a 11 de dezembro. Por essa altura iniciou o processo formal para requerer uma indemnização ao Estado. Em 1994, publicou o livro Moi, Pierre Seel, déporté homosexuel ("Eu, Pierre Seel, deportado homossexual"). Apareceu na televisão e na imprensa francesa.
A determinação das suas iniciativas e ações, apoiadas por alguns (poucos) militantes, conseguiu pouco a pouco e tardiamente o reconhecimento dos deportados homossexuais pelo Estado francês. Lionel Jospin, primeiro-ministro à época, referiu-se a Seel em 26 de abril de 2001. Em 2003, Seel recebeu finalmente o reconhecimento oficial como vítima do Holocausto, pelo programa de ajuda às vítimas nazis da Organização Internacional sobre a Migração. Em 2003, foi fundada a associação Les "Oublié(e)s" de la Mémoire (Os/as «esquecidos/as» da memória), para recordar as vítimas gays e lésbicas durante a ocupação nazi.
Em abril de 2005, o presidente da República Francesa, Jacques Chirac, durante o seu discurso da "Journée nationale du souvenir des victimes et des héros de la déportation" (Dia nacional da memória das vítimas e heróis da deportação), declarou:
"Na Alemanha, mas também no território francês, homens e mulheres cuja vida pessoal foi discriminada — refiro-me aos homossexuais — sofreram perseguição, reclusão e deportação."
Em 2007, foi dado o nome de Pierre Seel a uma rua de Toulouse.

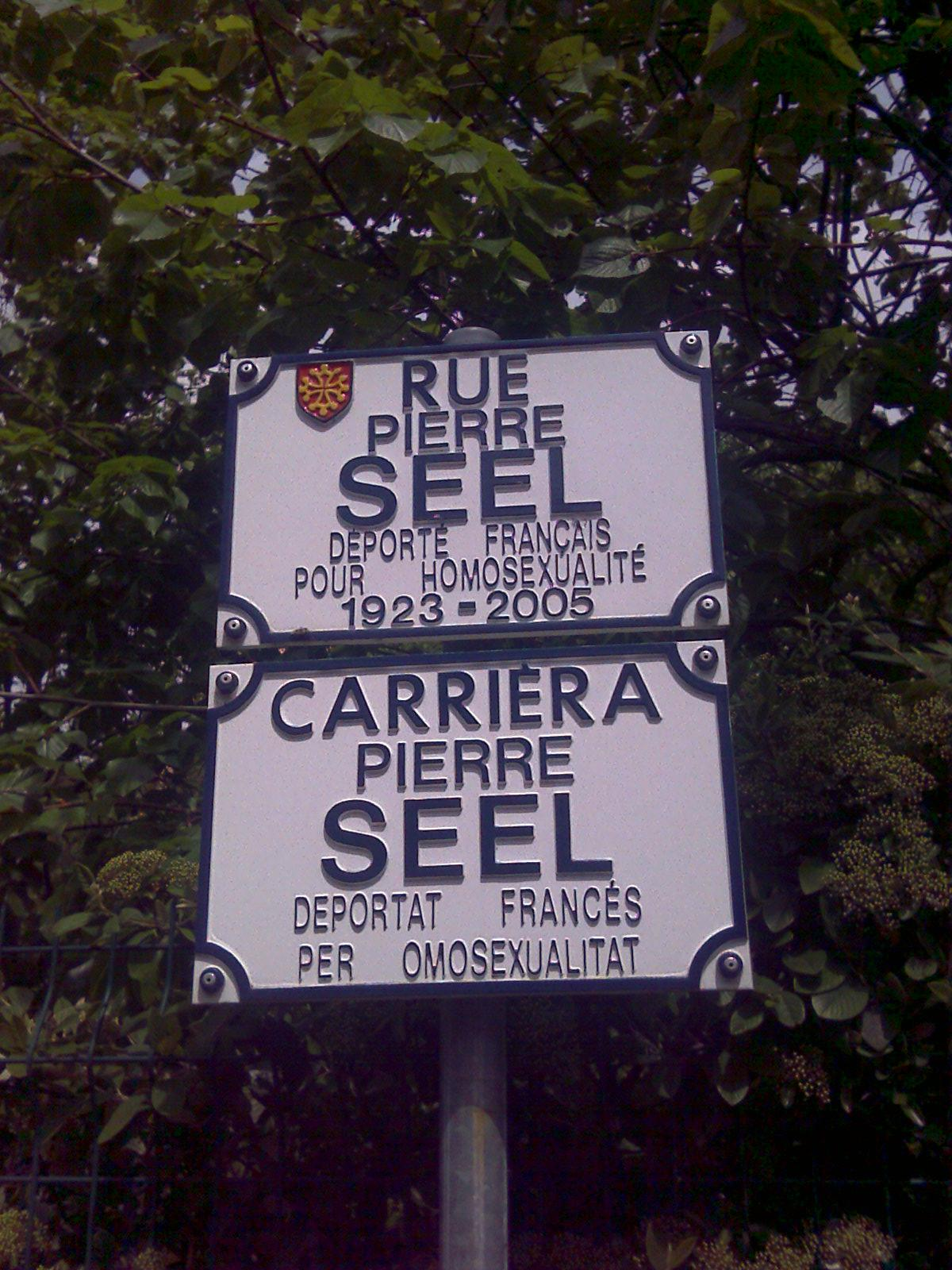
Placas da rua Pierre Seel, em Toulouse

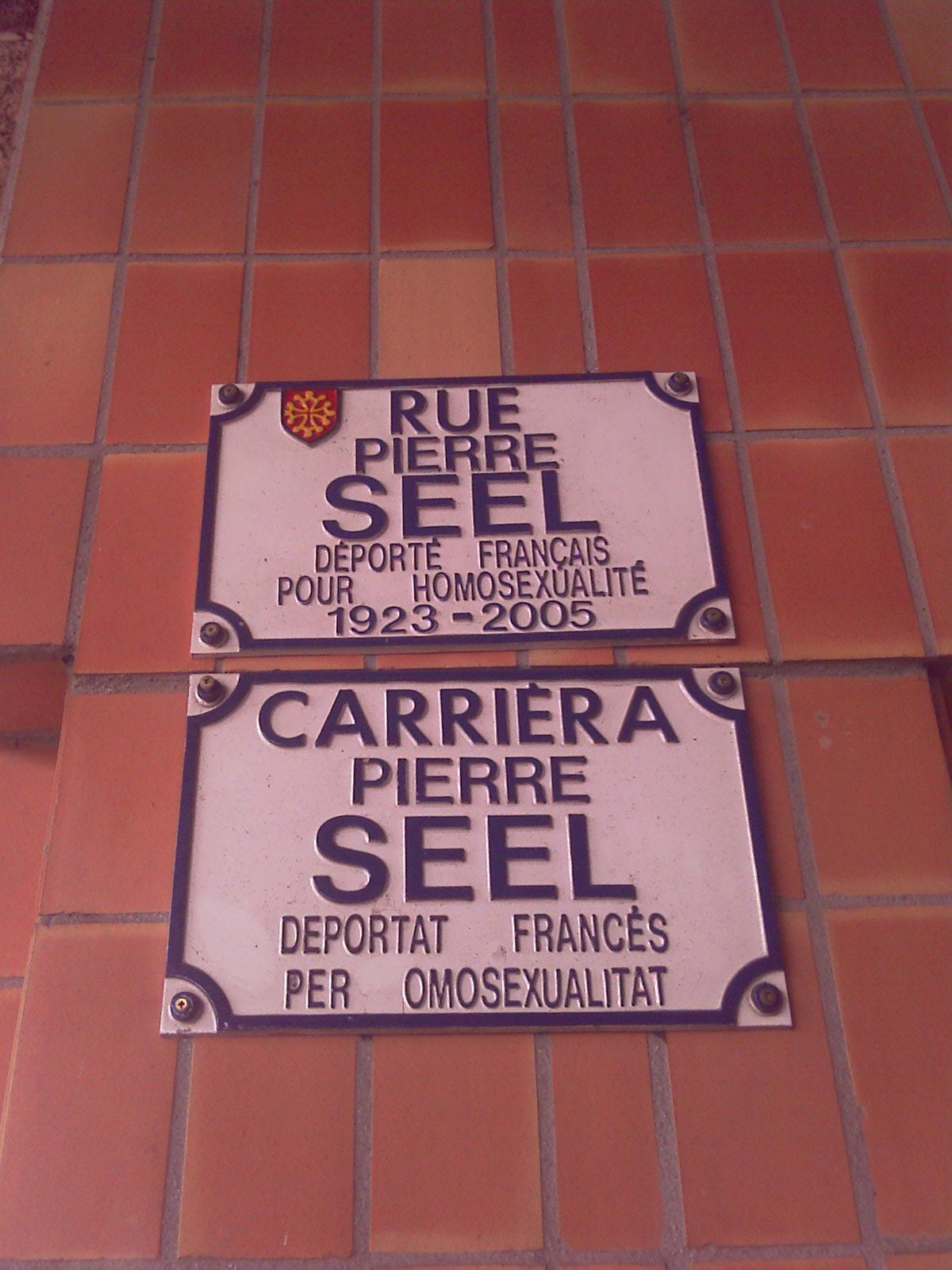
Outro aspeto das placas da rua Pierre Seel, em Toulouse

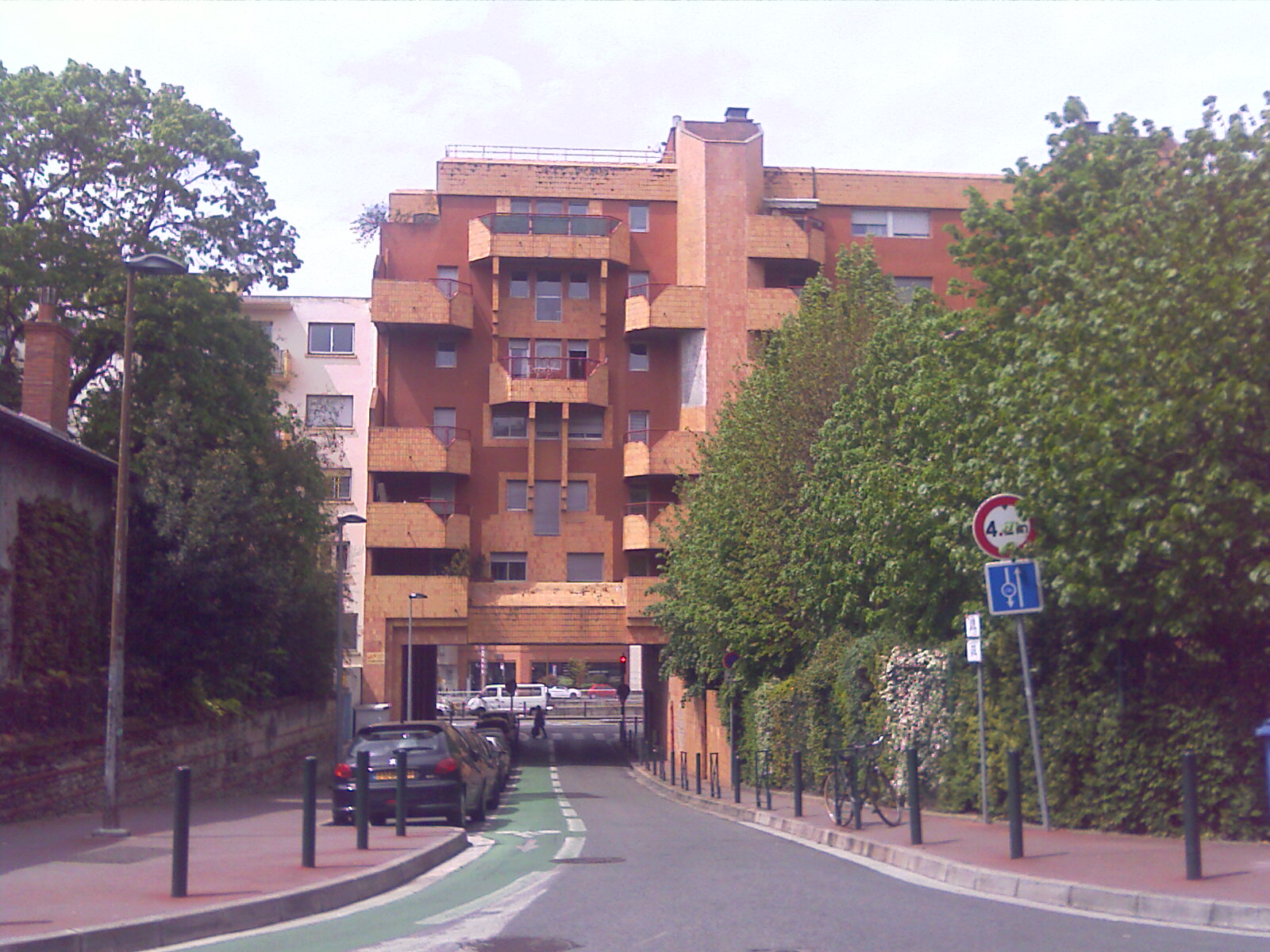
A rua Pierre Seel, em Toulouse

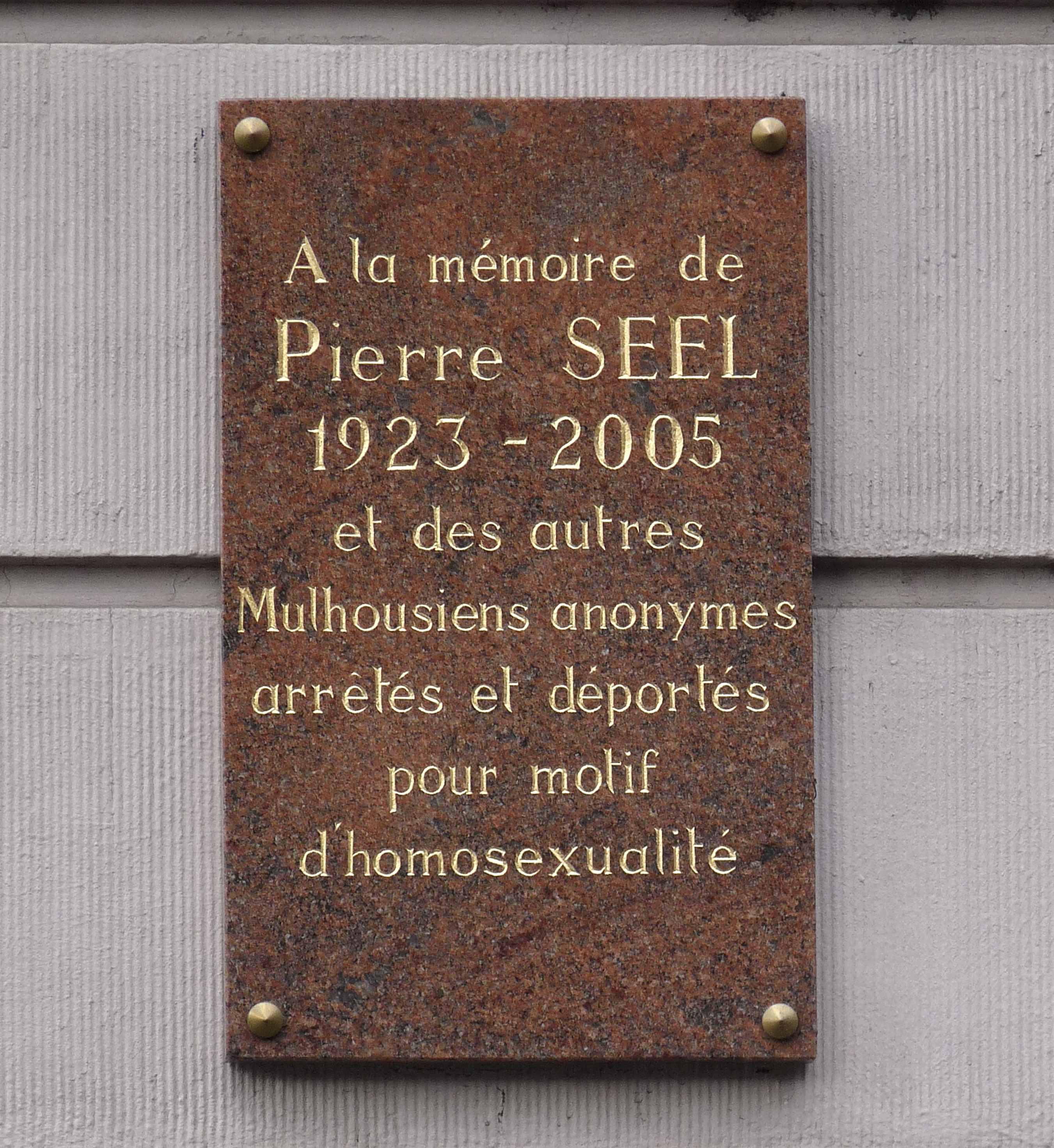
Placa memorial numa fachada do Teatro Municipal de Mulhouse

Apesar de tudo o que teve de suportar, Pierre Seel continuou a ser atacado durante as décadas de 1980 e 1990, recebendo inclusivamente ameaças de morte. Depois de aparecer na televisão nacional, foi atacado e golpeado por jovens (Seel declarou ter ficado surpreendido por não serem skinheads, mas apenas burgueses) que gritavam insultos homófobos. Catherine Trautmann, futura ministra da cultura do governo socialista, à época presidente da câmara municipal de Estrasburgo, recusou apertar-lhe a mão durante uma cerimónia comemorativa.
Quando soube a verdade sobre a deportação do marido, a sua esposa decidiu não se divorciar, achando que a separação era suficiente. A sua família mais próxima acabou por apoiá-lo na sua campanha.
A história de Pierre Seel é também contada no documentário Parágrafo 175, que descreve as deportações de homossexuais. No seu primeiro regresso à Alemanha, para a estreia do documentário no Festival de Cinema de Berlim, foi recebido por uma entusiástica ovação de pé, que durou cinco minutos.
"Termino as minhas deambulações e volto para casa. Acendo então a vela que arde permanentemente na cozinha quando estou só. Essa chama frágil é a minha memória de Jo." [Últimas palavras do livro Moi, Pierre Seel, déporté homosexuel]

## Bibliografía
- Eu, Pierre Seel, deportado homossexual, Cassará Editora / Português: Tradução Tiago Elídio (2012), ISBN 9788564892040
- Moi, Pierre Seel, déporté homosexuel, Éditions Calmann-Lévy (1994), ISBN 2-7021-2277-9
- Pierre Seel, Deportado Homosexual, Editorial Bellaterra (2001), ISBN 84-7290-167-X
- I, Pierre Seel, Deported Homosexual, Basic Books (1 de agosto de 1995), ISBN 0-465-04500-6, 208 pp
- Liberation Was for Others: Memoirs of a Gay Survivor of the Nazi Holocaust, Vol. 2, Joachim Neugroschel (Translator), Da Capo Press (April 1997), ISBN 0-306-80756-4, 576pp
- Les oubliés de la mémoire, Jean Le Bitoux, Hachette Littératures (24 avril 2002), ISBN 2-01-235625-7, 291pp
- De Pierre et de Seel, Pierre Seel and Hervé Joseph Lebrun, Create Space (2005), ISBN 978-1-4348-3696-0